# Vionnaz
Vionnaz is een gemeente en plaats in het Zwitserse kanton Wallis, en maakt deel uit van het district Monthey.
Vionnaz telt 2.355 inwoners.